# Bjarup Ødekirke
Bjarup Kirke var en middelalderkirke, der lå på toppen af et bakkedrag lidt nordøst for Mollerup i Linå Sogn, men tæt på det gamle sogneskel mellem Linå, Dallerup og Låsby sogne.
Bjarup Kirke indgik i fortidsmindefredningen i 1968, hvilket har sikret områdets bevaring for eftertiden.
Den såkaldte ødekirke formodes grundlagt i løbet af 1300-tallet. Kirkebygningen har bestået af apsis, kor og skib, som var opbygget af granitkvadre – den havde en længde på 25 m, mens skibet var 14 m bredt. At området har været befolket også i forhistorisk tid før opførelsen af kirken – evt. i form af en trækirke – vidner fund fra lokalområdet om.
Bjarup Sogn, der hørte under Linå Pastorat bestod formodentlig af Bjarup, Volstrup (nu i Dallerup Sogn) og den forsvundne samling huse "Bottrup".
Den engelske forfatter Horace Marryat beretter i en rejsebeskrivelse dateret 21. juni 1859 et sagn, at Bjarup Kirke skulle være opført af de tre fromme søstre Linå, Dall og Bjara. Ellers er Bjarup Kirke kun nævnt i få skriftlige kilder. I 1524 svarede menigheden såkaldt "landehjælp", og i 1528-29 måtte kirkens klokke afleveres efter Frederik 1.s forordning om omsmeltning til kanoner til brug under "Svenskekrigen". Kirken er sandsynligvis nedbrudt kort herefter og har næppe har været i brug ved reformationen i 1536.
Ved nedbrydningen af kirken er materialerne delvist genanvendt i nabokirkerne, Dallerup Kirke og Linå Kirke, men også i lokale gårdbyggerier. Endnu i 1808 nævner en præsteindberetning dog, at kirkegårdsdiget var synligt, ligesom kirkens mure var bevaret i en højde på ca. 1/2 til 1 m. over jorden. På dette tidspunkt sås ingen grave – kun nogle lyngknolde, hvor gravene havde været.
I 1915 lod forfatteren og digteren Thor Lange, hvis onkel ejede Kalbygård i Låsby sogn, opsætte et mindekors i jern, som stadig ses ved de lave volde efter kirketomten. Korset er tegnet af arkitekt Gerhardt Poulsen og bærer den latinske inskription: "Tantus labor ne sit cassus" – "Lad dit værk ej lægges øde".
Ved Bjarup Kirke kendes helligkilden Bjars Kilde, som var beliggende ved det nordøstlige hjørne af kirkegårdsdiget.
Kirkeruinen indgår i det lokale åndsliv, idet der her i august afholdes friluftsgudstjeneste.

## Galleri
- Fundamentsten for jernkorset med årstal
- Fundamentsten for jernkorset med indskriften: Tantus labor ne sit cassus

56°9′35.78″N 9°44′21.53″Ø / 56.1599389°N 9.7393139°Ø

## Eksterne kilder og henvisninger
- Bjarup Ødekirke i Slots- og Kulturstyrelsens database
- Bjarup Kirke hos danmarkskirker.natmus.dk (Danmarks Kirker, Nationalmuseet)